# The Village Voice

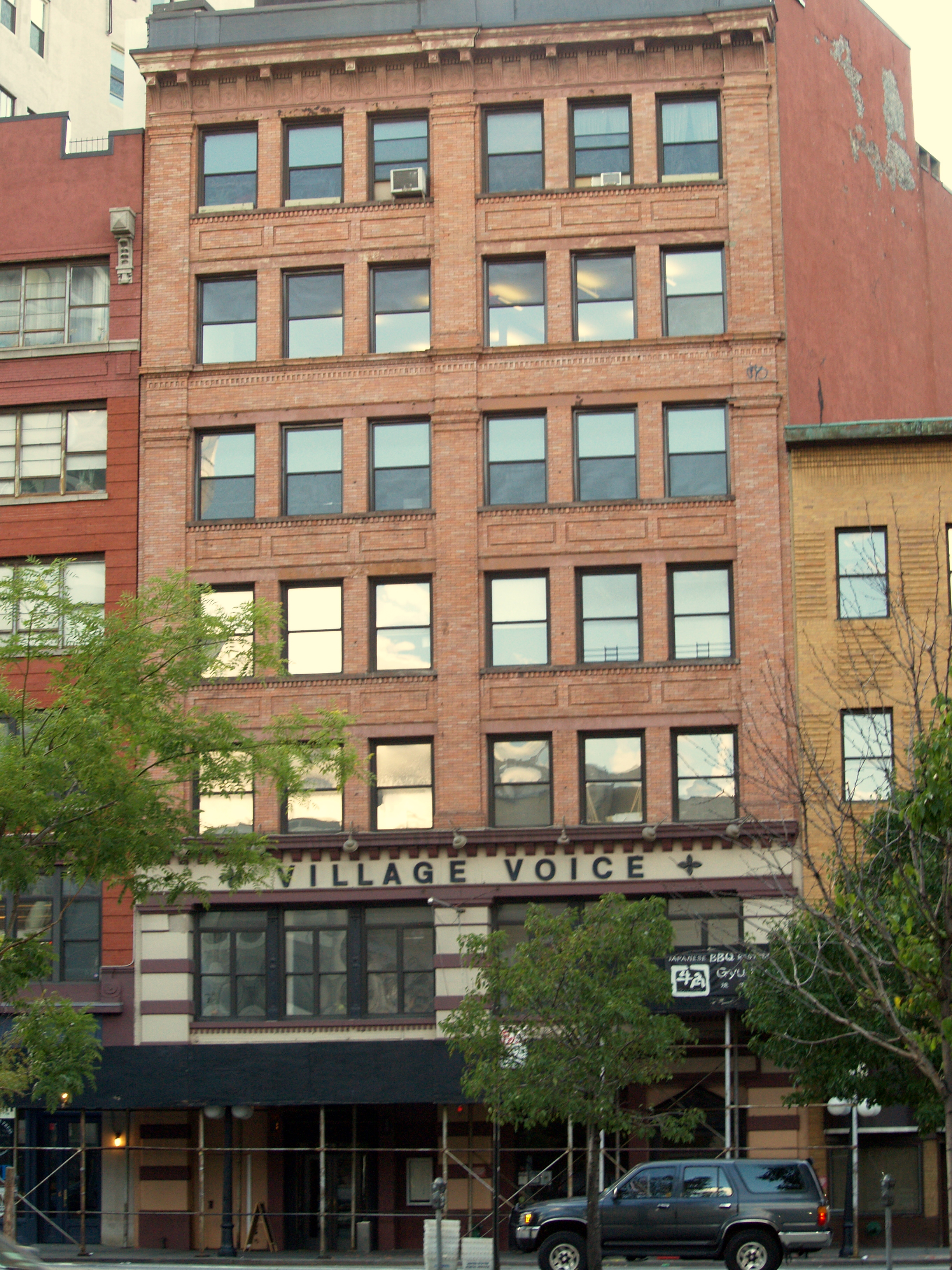
Siedziba redakcji „The Village Voice”

The Village Voice – amerykański bezpłatny „alternatywny” tygodnik muzyczny, wydawany w Nowym Jorku od października 1955. Założycielami gazety byli Dan Wolf, Ed Fancher i Norman Mailer. Właścicielem jest korporacja Village Voice Media (przekształcona w 2006 z New Times Media), wydawcą Michael Cohen, a redaktorem naczelnym Tony Ortega (stan na rok 2009). Nakład gazety wynosi niespełna ćwierć miliona egzemplarzy, w internecie publikowana jest też wersja elektroniczna.